# Adolf Engler
Adolf Heinrich Gustav Engler (25. března 1844, Żagań, Prusko – 10. října 1930, Berlín, Německo) byl německý botanik. Přispěl k výzkumu systematizace rostlin a založil botanickou zahradu v Berlíně.